# François Souchon
François Souchon, né le 19 novembre 1787 à Alais et mort le 5 avril 1857 à Lille, est un peintre français. Il a été le premier directeur de l'école des beaux-arts de Lille.

## Biographie
Arrivé à Paris en 1809 pour étudier la peinture, François Souchon devient l'élève de Jacques-Louis David. Il est ensuite professeur particulier de peinture, notamment auprès des enfants du marquis de Lafayette, de Victor de Fay de La Tour-Maubourg et d'Antoine Destutt de Tracy. Il enseigne ensuite chez le duc de Rovigo et Horace Sébastiani. 
Après la Restauration, il reçoit une commande pour peindre le portrait de Louis XVIII et, en 1825, il fait partie des artistes commandités pour peindre des scènes de la cérémonie de couronnement de Charles X. Il réalise pour sa part un tableau représentant le Repas royal. Il reçoit alors de nombreuses commandes et expose au Salon de Paris en 1827, 1833 et 1837.
Ami proche de Xavier Sigalon, il accepte, en 1833, de l'assister pour réaliser une commande importante d'Adolphe Thiers, la réalisation à Rome d'une copie de la fresque du Jugement dernier de Michel-Ange.  
En 1838, il devient professeur de peinture et premier directeur de l'école des beaux-arts de Lille qui vient d'ouvrir ses portes.

## Œuvres
- La Résurrection de Lazare, église Saint-Nicolas-des-Champs de Paris.
- François Ier et Diane de Poitiers, palais des beaux-arts de Lille.
- Odalisque, palais des Beaux-Arts de Lille.
- Les Contes de la reine de Novare, palais des Beaux-Arts de Lille.

## Élèves notables
- Benoît Bodendieck (1834-1887),
- Carolus-Duran (1837-1917),
- Alphonse Colas (1818-1887), élève en 1838,
- Émile Defrenne (1814-1893),
- Jules Denneulin (1833-1904),
- Émile Dupont-Zipcy (1822-1885),
- Auguste-Joseph Herlin (1815-1900).
- Charles-Auguste-Romain Lobbedez (1825-1882).